# メフェニトイン
メフェニトイン(Mephenytoin)は、抗てんかん薬として用いられるヒダントインである。1940年代、フェニトインの約10年後に導入された。メフェニトインの主な代謝物質は、短期間睡眠薬として用いられた最初のヒダントインであるニルバノール（5-エチル-5-フェニルヒダントイン）である。
しかし、ニルバノールは毒性が高く、メフェニトインは他のより毒性の低い抗てんかん薬が失敗した後の選択肢と考えられていた。患者の1%に致死性の血液疾患を引き起こしうる。
メフェニトインは、アメリカ合衆国やイギリスでは、現在は入手することができないが、主に興味深いヒドロキシル化多型について現在も研究が行われている。